# Боковая грудная артерия
Бокова́я грудна́я арте́рия (лат. a.thoracica lateralis) — является ветвью подмышечной артерии (лат. a.axillaris) в грудном треугольнике (лат. trigonum pectorale). На уровне малой грудной мышцы (лат. musculus pectoralis minor) артерия спускается вниз и латерально по наружной поверхности передней зубчатой мышцы (лат. musculus serratus anterior). Боковая грудная артерия отдает латеральные ветви молочной железы (лат. rr.mammarii laterales), а также ветви к передней зубчатой и малой грудной мышцам.